# Avril Lavigne (album)
Avril Lavigne è il quinto album in studio della cantautrice canadese omonima, pubblicato il 5 novembre 2013 dalla Epic Records.

## Produzione
Mentre Avril era in tour nel 2011, aveva dichiarato in un'intervista che il lavoro per l'album era già iniziato e aveva già 8 canzoni pronte. Ha inoltre affermato che l'album sarebbe stato l'opposto del precedente Goodbye Lullaby spiegando che "Goodbye Lullaby è stato più morbido, mentre il prossimo sarà di nuovo pop e divertente." Alla fine del 2011, la cantante ha confermato il trasferimento di etichetta, firmando infatti con la Epic Records, a fianco di L.A. Reid che l'aveva lanciata nel mondo della musica nel 2000. Nel mese di agosto dell'anno successivo, è stato confermato che il progetto era stato terminato, tuttavia è stato affermato dalla cantante nel mese di aprile 2013 di aver ripreso la lavorazione del disco, volendo modificare alcuni brani. Ad esso hanno partecipato David Hodges, Chad Kroeger (al tempo marito della Lavigne), L.A. Reid, Chris Baseford, Richard B. Göransson, Martin Johnson, Kyle Moorman, Brandon Paddock, Matt Squire e Peter Svensson.
L'8 agosto 2013, la Lavigne ha rivelato la copertina per l'album attraverso il suo account Instagram: questa rappresenta un primo piano del viso della cantante con gli occhi cerchiati di eyeliner nero e i capelli strettamente legati con dietro un sfondo nero. Inizialmente la data prevista per la pubblicazione doveva essere il 24 settembre 2013 ma poi è slittata al 5 novembre. La casa discografica, come detto dalla cantante, ha rimandato la pubblicazione per tre volte. I primi due singoli sono stati tra le poche canzoni scritte da lei per l'album. In un'intervista, Lavigne ha confermato che l'album sarebbe stato disponibile per pre-ordine il 24 settembre 2013. La tracklist ufficiale è stato poi rivelata il 5 settembre, mentre l'intero album in streaming su iTunes e il suo sito ufficiale il 29 ottobre.
Le registrazioni sono iniziate nel novembre 2011, e sono durate circa due anni, concludendosi definitivamente nel luglio 2013. Uno dei primi produttori e scrittori confermati per l'album è stato il frontman dei Nickelback Chad Kroeger, con il quale Avril ha scritto la prima canzone, Let Me Go. Kroeger ha scritto con la cantante 10 canzoni per l'album, essendo il produttore di tre e coproduttore di quattro. La Lavigne ha lavorato anche con l'ex membro degli Evanescence David Hodges e il frontman del gruppo pop punk Boys Like Girls Martin Johnson. Quest'ultimo ha coprodotto cinque canzoni, tra cui il singolo apripista Here's to Never Growing Up. In un'intervista a Billboard, la cantante ha rivelato che ha lavorato con Marilyn Manson a un brano chiamato Bad Girl.

## Pubblicazione
L'8 agosto 2013, la Lavigne ha rivelato la copertina per l'album attraverso il suo account Instagram: questa rappresenta un primo piano del viso della cantante con gli occhi cerchiati di eyeliner nero e i capelli strettamente legati con dietro un sfondo nero. Inizialmente la data prevista per la pubblicazione doveva essere il 24 settembre 2013 ma poi è slittata al 5 novembre. La casa discografica, come detto dalla cantante, ha rimandato la pubblicazione per tre volte. I primi due singoli sono stati tra le poche canzoni scritte da lei per l'album. In un'intervista, Lavigne ha confermato che l'album sarebbe stato disponibile per pre-ordine il 24 settembre 2013. La tracklist ufficiale è stato poi rivelata il 5 settembre, mentre l'intero album in streaming su iTunes e il suo sito ufficiale il 29 ottobre.

## Promozione

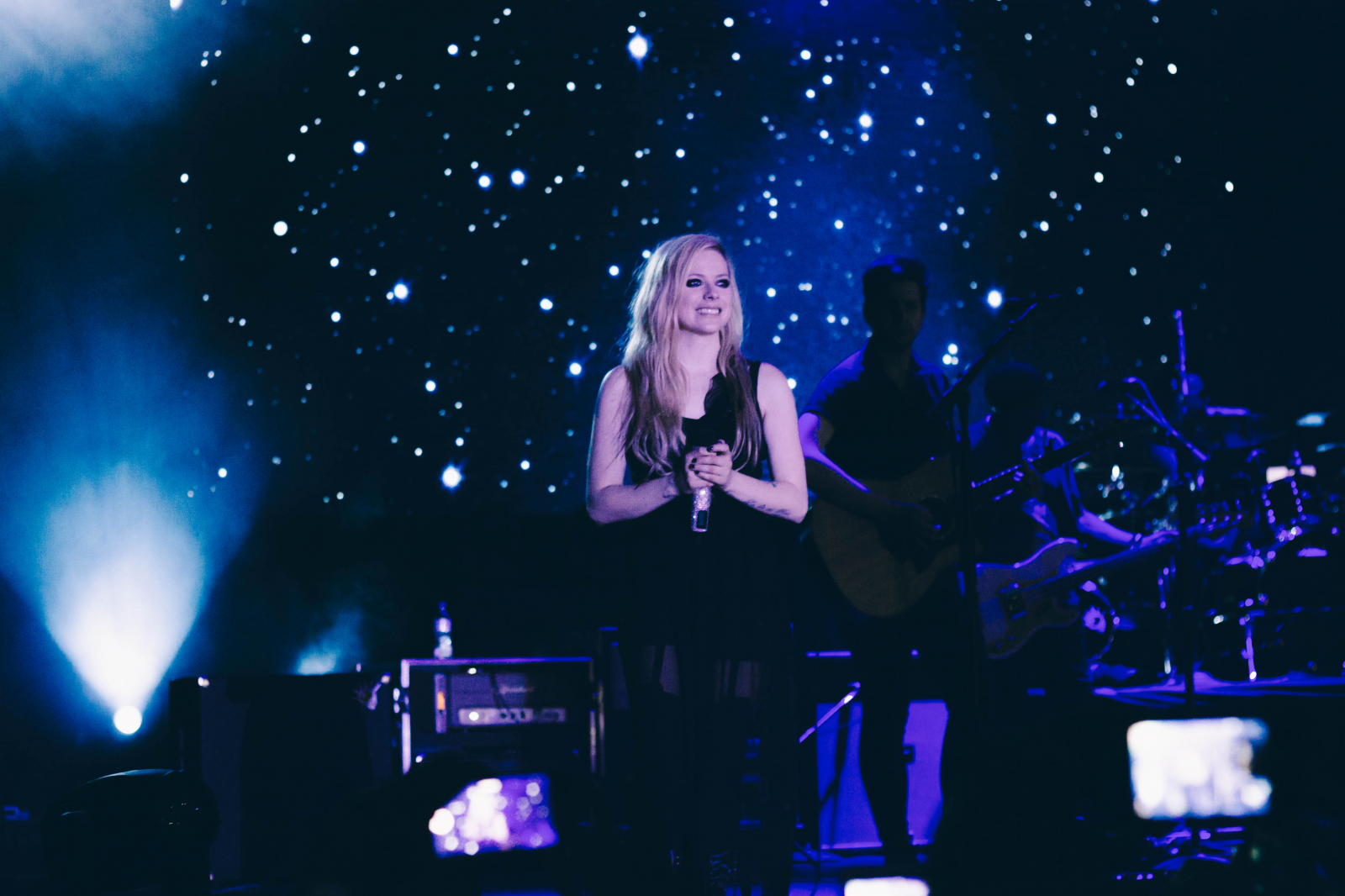
Avril Lavigne in concerto a Brasilia

La promozione dell'album è stata supportata sia da una serie di esibizioni dal vivo che da un tour mondiale, The Avril Lavigne Tour le cui date compresero spettacoli esclusivamente in Asia, Sud America e Nord America tra gennaio e agosto 2014.

### Singoli
Il 9 aprile 2013, il singolo apri-pista dell'album, Here's to Never Growing Up, prodotto da Martin Johnson della band Boys Like Girls, è stato pubblicato. La canzone è stata acclamata dalla critica ed è stato il singolo di maggior successo dell'album. Ha raggiunto la posizione numero 20 della Billboard Hot 100 negli Stati Uniti, dove è stato anche certificato disco di platino, è entrato nella top 20 in Italia, Australia, Canada e Regno Unito, e nella top 10 in Irlanda e Giappone. Il video, pubblicato esattamente un mese dopo, ha ottenuto la Vevo Certified avendo ottenuto oltre 100 milioni di visualizzazioni.
Il secondo singolo, Rock n Roll, in anteprima sul canale YouTube ufficiale di Avril il 18 luglio 2013, è stato pubblicato il 27 agosto, con il video musicale in anteprima una settimana prima, il 20 agosto. La canzone ha ricevuto un limitato successo commerciale, tuttavia ha riscosso un buon successo in Giappone. Ha raggiunto la posizione numero 37 in Canada, la 45 in Australia, la 68 nel Regno Unito e la 91 negli Stati Uniti.
Let Me Go, con Chad Kroeger, è stato confermato come terzo singolo dell'album. È stato presentato in anteprima sulla stazione radio KBIG il 7 ottobre 2013. È stato poi reso disponibile per l'acquisto su iTunes con il suo video musicale, il 15 ottobre 2013. In tutto il mondo, Let Me Go ha riscosso maggiore successo di Rock n Roll, raggiungendo la posizione numero 12 sulla Billboard Canadian Hot 100 e la top quaranta in Austria. Altrove, ha un ottenuto moderato impatto in Regno Unito e negli Stati Uniti.
Più tardi, è stato rivelato che Hello Kitty stava per essere pubblicato in Asia, pubblicando la copertina del singolo. Il suo video musicale, pubblicato in aprile, è stato fortemente criticato, con l'etichettatura da parte di Billboard di essere "aberrante" e "pigro". La sua rappresentazione della cultura giapponese è stata accolta con critiche diffuse, che hanno anche incluso accuse di razzismo, negate dalla stessa cantante. La canzone ha debuttato al numero 75 della Billboard Hot 100, per via della popolarità del suo video musicale.

## Tracce
1. Rock n Roll – 3:26 (Avril Lavigne, Chad Kroeger, David Hodges, Peter Svensson, Rickard Goransson, Jacob Kasher Hindlin)
2. Here's to Never Growing Up – 3:34 (Avril Lavigne, Chad Kroeger, David Hodges, Jacob Kasher Hindlin, Martin Johnson)
3. 17 – 3:22 (Avril Lavigne, Jacob Kasher Hindlin, Martin Johnson)
4. Bitchin' Summer – 3:31 (Avril Lavigne, David Hodges, Chad Kroeger, Martin Johnson, Matt Squire)
5. Let Me Go (feat. Chad Kroeger) – 4:27 (Avril Lavigne, David Hodges, Chad Kroeger)
6. Give You What You Like – 3:45 (Avril Lavigne, David Hodges, Chad Kroeger)
7. Bad Girl (feat. Marilyn Manson) – 2:55 (Avril Lavigne, David Hodges, Chad Kroeger)
8. Hello Kitty – 3:17 (Avril Lavigne, David Hodges, Chad Kroeger, Martin Johnson)
9. You Ain't Seen Nothin' Yet – 3:14 (Avril Lavigne)
10. Sippin' On Sunshine – 3:30 (Avril Lavigne, Chad Kroeger, David Hodges, Jacob Kasher Hindlin, Martin Johnson)
11. Hello Heartache – 3:49 (Avril Lavigne, David Hodges)
12. Falling Fast – 3:13 (Avril Lavigne)
13. Hush Hush – 3:59 (Avril Lavigne, David Hodges)

Tracce bonus nelle edizioni asiatiche
1. Rock n Roll (Acoustic) – 3:24 (Avril Lavigne, Chad Kroeger, David Hodges, Peter Svensson, Rickard Goransson, Jacob Kasher Hindlin)
2. Bad Reputation (Joan Jett cover) – 2:42 (Ritchie Cordell, Joan Jett, Marty Joe Kupersmith, Kenny Laguna)
3. How You Remind Me (Nickelback cover) – 4:06 (Chad Kroeger)

## Classifiche
| Classifica (2013) | Posizione massima |
| ----------------- | ----------------- |
| Australia         | 7                 |
| Austria           | 9                 |
| Belgio (Fiandre)  | 36                |
| Belgio (Vallonia) | 38                |
| Canada            | 4                 |
| Corea del Sud     | 2                 |
| Finlandia         | 37                |
| Francia           | 30                |
| Germania          | 15                |
| Giappone          | 2                 |
| Grecia            | 23                |
| Irlanda           | 20                |
| Italia            | 8                 |
| Messico           | 26                |
| Norvegia          | 19                |
| Nuova Zelanda     | 8                 |
| Paesi Bassi       | 39                |
| Polonia           | 28                |
| Regno Unito       | 14                |
| Repubblica Ceca   | 14                |
| Spagna            | 11                |
| Stati Uniti       | 5                 |
| Svezia            | 10                |
| Svizzera          | 39                |
| Ungheria          | 13                |